# Deodoro Roca
Deodoro Roca (Córdoba, 2 de julio de 1890 – 7 de junio de 1942) fue un abogado, dirigente universitario reformista, periodista y activista por los derechos humanos argentino. Es especialmente conocido por haber sido el redactor del Manifiesto Liminar de la Reforma Universitaria de 1918 y ser uno de los más destacados líderes de ese movimiento.

## Biografía
Estudiante del Colegio Nacional de Monserrat.
A comienzos de la década de 1910 fue presidente del Centro de Estudiantes de Derecho de la Universidad Nacional de Córdoba y en 1918, siendo ya abogado, redactó el famoso Manifiesto Liminar de la Reforma Universitaria, iniciada en Córdoba, cuyo primer párrafo comienza del siguiente modo:

La Juventud Argentina de Córdoba a los Hombres Libres de Sudamérica.
Hombres de una República libre, acabamos de romper la última cadena que, en pleno siglo XX, nos ataba a la antigua dominación monárquica y monástica. Hemos resuelto llamar a todas las cosas por el nombre que tienen. Córdoba se redime. Desde hoy contamos para el país una vergüenza menos y una libertad más. Los dolores que quedan son las libertades que faltan. Creemos no equivocarnos, las resonancias del corazón nos lo advierten: estamos pisando sobre una revolución, estamos viviendo una hora americana.

En 1925 fundó la filial Córdoba de la Unión Latinoamericana fundada ese mismo año por José Ingenieros. Fue fundador también del Comité Pro Presos y Exiliados de América, del Comité Pro Paz y Libertad de América, de la filial cordobesa de la Sociedad Argentina de Escritores y de la Liga Argentina por los Derechos del Hombre, precursora de las organizaciones de derechos humanos argentinas, las que presidió también.
Fue director del periódico Flecha y la revista Las Comunas donde publicó gran parte de su obra escrita.
El famoso «sótano de Deodoro» en su casa de Córdoba (Rivera Indarte 544) fue uno de los centros más importantes y progresistas de la cultura argentina, en las décadas del 20 y del 30.

## Obra
No publicó ningún libro en vida. Sus obras son recopilaciones de textos publicados e inéditos.
- Las obras y los días, Buenos Aires, Losada, 1945
- El difícil tiempo nuevo, Buenos Aires, Ed. Lautaro, 1956
- Ciencias, maestros y universidades, Buenos Aires, Ed. Perrot, 1959
- El drama social de la universidad, Córdoba, Editorial Universitaria de Córdoba, 1968
- Prohibido prohibir, Buenos Aires, La Bastilla, 1972
- Reformismo y antiimperialismo, Buenos Aires, Grupo Editor Universitario, 2006
- Obra reunida I: Cuestiones Universitarias, Córdoba, Editorial UNC, 2008.
- Obra reunida II: Estética y crítica, Córdoba, Editorial UNC, 2008.
- Obra reunida III: Escritos jurídicos y de militancia, Córdoba, Editorial UNC, 2009.

### Textos de Deodoro Roca en Internet
- Carta del Centro de Estudiantes de Derecho al Consejo Superior de la Universidad de Córdoba, 1912
- Sacco y Vanzetti, Mártires de la Esperanza, discurso pronunciado el 29 de agosto de 1927
- Palabras sobre los exámenes, 1930 Archivado el 27 de septiembre de 2007 en Wayback Machine.

## Impacto en la cultura
Rafael Alberti escribió a su muerte un poema titulado Elegía a una vida clara y hermosa (a Deodoro Roca) que en un fragmento dice:
Una calle de la ciudad de Córdoba lleva su nombre, asimismo la Universidad Nacional de Córdoba tiene una publicación titulada "Deodoro" sobre cultura y crítica.

## Museo Deodoro Roca
El Museo Deodoro Roca ubicado en la localidad de Ongamira (a 1,5 km de las Cuevas de Ongamira), en la provincia de Córdoba. En él, se puede encontrar información sobre su vida, pertenencias (incluyendo la máquina de escribir Continental con la que escribió el Manifiesto liminar.). 
En este museo, además de la vida del prócer mencionado, se puede encontrar cerca de 23 000 piezas relacionadas con la historia de Ongamira, piezas propias de la industria argentina (del siglo XX), piezas sobre arqueología del paraje citado y una colección de pinturas del Imperio Austrohúngaro, de la firma de Eva Zewy de Eisler y de su padre, Karl Zewy.